# Loxaspilates duplicata
Loxaspilates duplicata är en fjärilsart som beskrevs av Sterneck 1928. Loxaspilates duplicata ingår i släktet Loxaspilates och familjen mätare. Inga underarter finns listade i Catalogue of Life.